# Folhelhos de Maotianshan

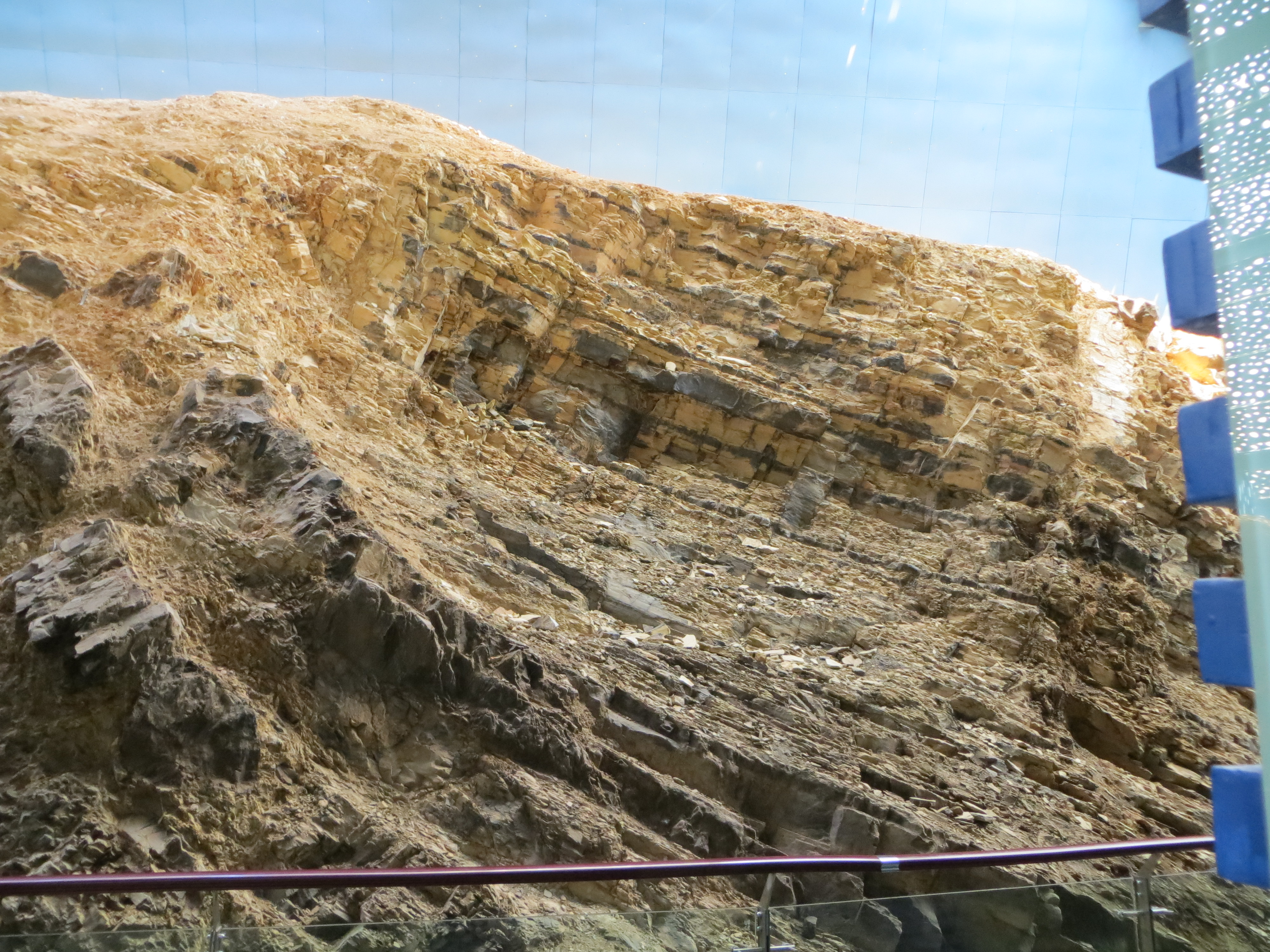
Afloramento de folhelhos Maotianshan, local da descoberta da Biota Chengjiang.

Os Folhelhos de Maotianshan (帽天山页岩) são uma série de depósitos sedimentares do Cambriano Inferior na Formação Chiungchussu ou Formação Heilinpu, em Yunnan, na China, famosos por seu Konservat Lagerstätten, depósitos conhecidos pela preservação excepcional de organismos fossilizados ou vestígios. Os folhelhos de Maotianshan formam um dos cerca de quarenta locais fósseis cambrianos em todo o mundo que exibem preservação requintada de tecidos moles raramente preservados e não mineralizados, comparáveis aos fósseis do Folhelho Burgess da Colúmbia Britânica, Canadá. Eles levam o nome da Colina Maotianshan (chinês: 帽天山; pinyin: Màotiānshān; iluminado. 'Hat Sky Mountain') no condado de Chengjiang, província de Yunnan, China.
O conjunto mais famoso de organismos é conhecido como a biota de Chengjiang para os vários sítios fósseis espalhados em Chengjiang. A idade do Chengjiang Lagerstätte é localmente denominada Qiongzhusiana, um estágio correlacionado ao final do estágio Atdabaniano nas sequências siberianas do meio do Cambriano Inferior. Os folhelhos datam de ≤ 518 milhões de anos atrás.
Juntamente com o folhelho Burgess, os folhelhos de Maotianshan são considerados como "nossa melhor janela para a 'explosão' cambriana",  especialmente sobre a origem dos cordados.